# モントリオール地下鉄オレンジライン
モントリオール地下鉄オレンジライン（モントリオールちかてつオレンジライン、フランス語: Ligne Orange）は、カナダケベック州モントリオールにあるモントリオール地下鉄の路線である。コート・ヴェルトゥ駅とモンモランシー駅を結んでいる。路線番号は2号線。フランス語ではリーニュ・オランジュ。

## 概要
1966年にトロントに次ぐカナダ2番目の地下鉄路線としてグリーンラインと同時にアルム広場駅とアンリ・ブラッサ駅間が開通。モントリオールをU字型に結ぶ路線である。2007年にはラヴァルまでの延伸区間が開業した。全区間が地下区間となっている。コート・ヴェルトゥ駅から先、ボア・フランやラヴァルまでの延伸が計画されている。

## 駅
※マークのある駅は世界最大のモントリオール地下街を形成し、相互に地下街を通じて行き来が可能である。
| 駅                                                  | 営業キロ | 開通年 | 接続路線、施設 |
| --------------------------------------------------- | -------- | ------ | --- |
| コート・ヴェルトゥ駅(Côte-Vertu)                    | 0.0      | 1986年 | コート・ヴェルトゥ・バスターミナル(AMT)                                                                                             |
| ドゥ・カレッジ駅 (Du Collège)                       |          | 1984年 | |
| ドゥ・ラ・サヴァン駅(De La Savane)                  |          | 1984年 | |
| ナムール駅(Namur)                                   |          | 1984年 | |
| プラモンドン駅(Plamondon)                           |          | 1982年 | |
| コート・サンテ・カトリーヌ駅(Côte-Sainte-Catherine) |          | 1982年 | |
| スノードン駅(Snowdon)                               |          | 1981年 | ■ブルーライン |
| ヴィラ・マリア駅(Villa-Maria)                       |          | 1981年 | |
| ヴァンドーム駅(Vendôme)                             |          | 1981年 | ■AMT(近郊列車) |
| 聖アンリ広場駅(Place-Saint-Henri)                   |          | 1980年 | |
| リオネル・グルー駅 (Lionel-Groulx)                  |          | 1980年 | ■グリーンライン |
| ジョルジュ・ヴァニエ駅(Georges-Vanier)              |          | 1980年 | |
| ルシアン・ラリエール駅(Lucien-L'Allier)※            |          | 1980年 | ■AMT(近郊列車) モントリオール地下街、ベル・センター                                                                                 |
| ボナヴァンチュール駅(Bonaventure)※                  |          | 1966年 | ■AMT(近郊列車)・VIA鉄道・アムトラック・モントリオール中央駅 中央バスターミナル（AMT）、モントリオール地下街、世界の女王マリア大聖堂 |
| ヴィクトリア広場・OACI駅(Square-Victoria-OACI)※     |          | 1966年 | モントリオール地下街、国際民間航空機関（OACI）本部                                                                                  |
| アルム広場駅(Place-d'Armes)※                        |          | 1966年 | モントリオール旧市街、ノートルダム聖堂、モントリオール地下街                                                                        |
| シャン・ド・マルス駅(Champ-de-Mars)                 |          | 1966年 | モントリオール市庁舎、カルティエ・シノワ（中華街）、モントリオール旧市街、ジャック・カルティエ広場                                  |
| ベリ・UQAM駅(Berri-UQAM)                            |          | 1966年 | ■グリーンライン、■イエローライン ケベック大学モントリオール校                                                                       |
| シャルブルック駅(Sherbrooke)                        |          | 1966年 | |
| モン・ロヤイヤル駅(Mont-Royal)                      |          | 1966年 | モン・ロワイヤル公園 |
| ローリエ駅(Laurier)                                 |          | 1966年 | |
| ローズモン駅(Rosemont)                              |          | 1966年 | |
| ボービヤン駅(Beaubien)                              |          | 1966年 | |
| ジャン・タロン駅(Jean-Talon)                        |          | 1966年 | ■ブルーライン、ジャン・タロン市場、イタリア人街                                                                                     |
| ジャリ駅(Jarry)                                     |          | 1966年 | |
| クレマジィ駅(Crémazie)                              |          | 1966年 | |
| ソーヴェ駅(Sauvé)                                   |          | 1966年 | ■AMT(近郊列車) |
| アンリ・ブラッサ駅(Henri-Bourassa)                  |          | 1966年 | アンリ・ブラッサ・バスターミナル（AMT）                                                                                             |
| カルティエ駅(Cartier)                               |          | 2007年 | |
| ドゥ・ラ・コンコルド駅(De La Concorde)              |          | 2007年 | ■AMT(近郊列車) |
| モンモランシー駅(Montmorency)                       | 30.0     | 2007年 | |

## ギャラリー

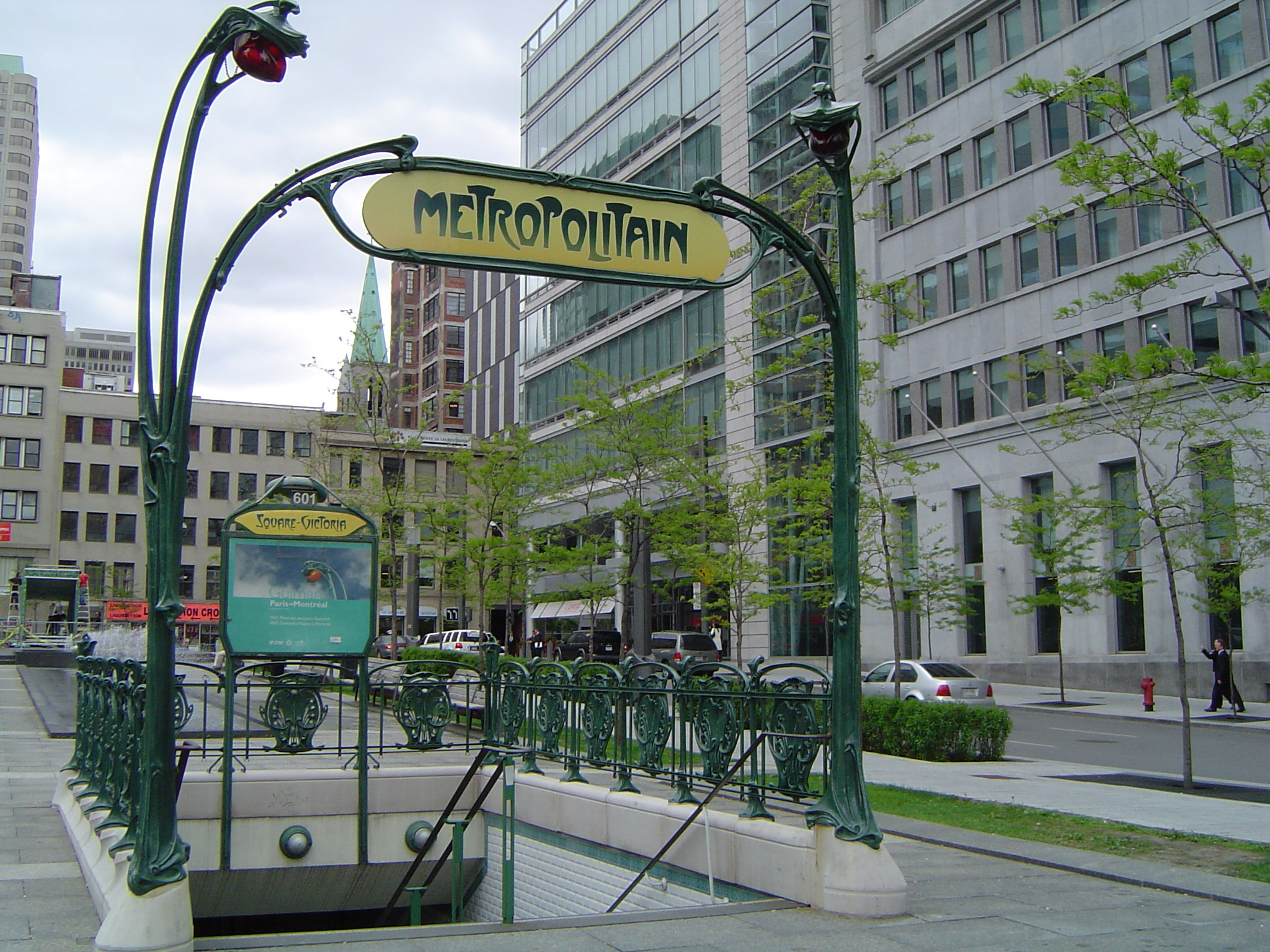
ヴィクトリア広場駅の入り口
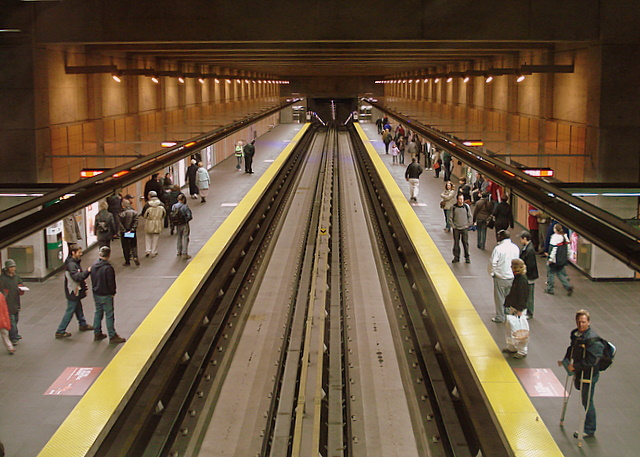
カルティエ駅
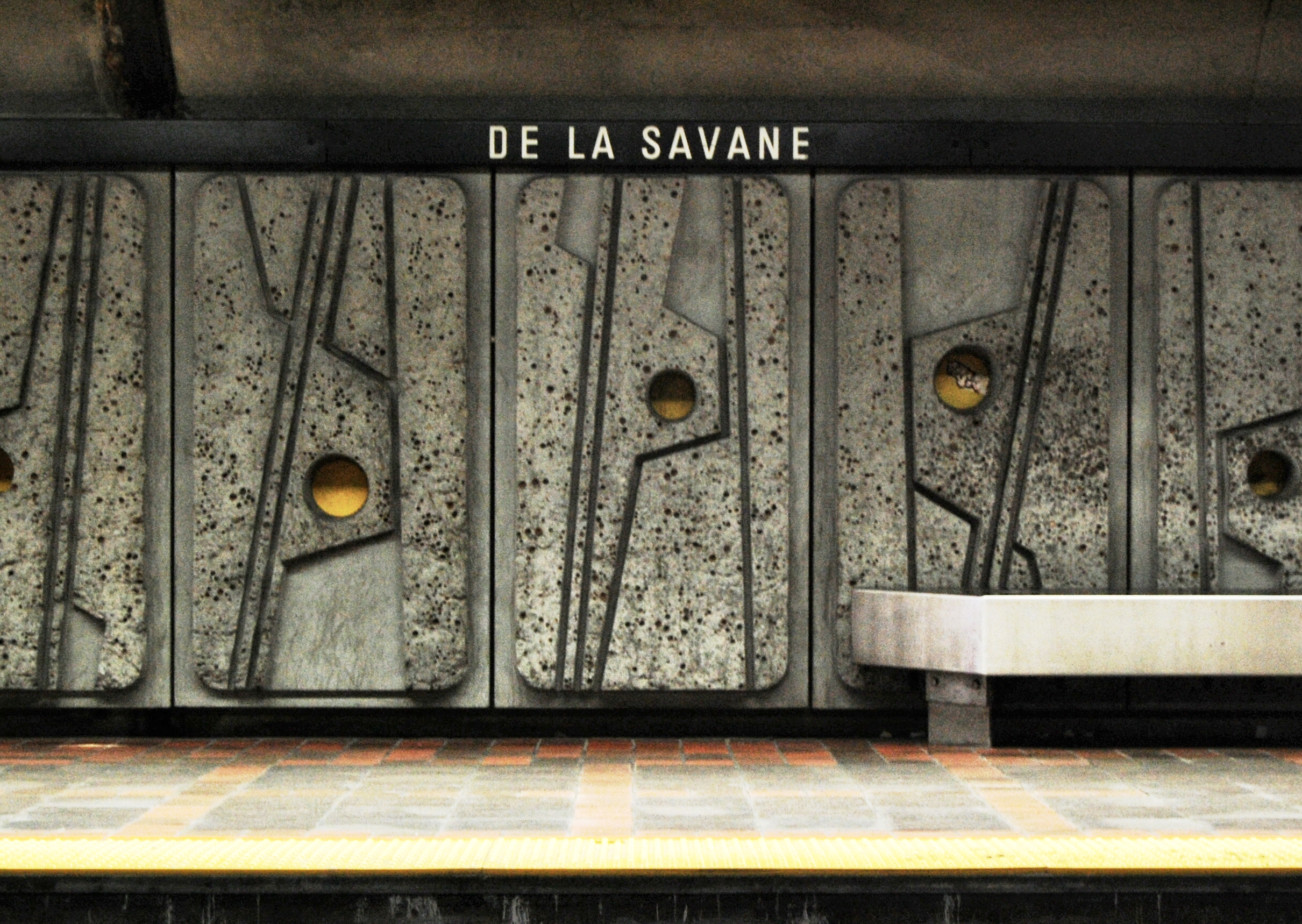
ドゥ・ラ・サヴァン駅
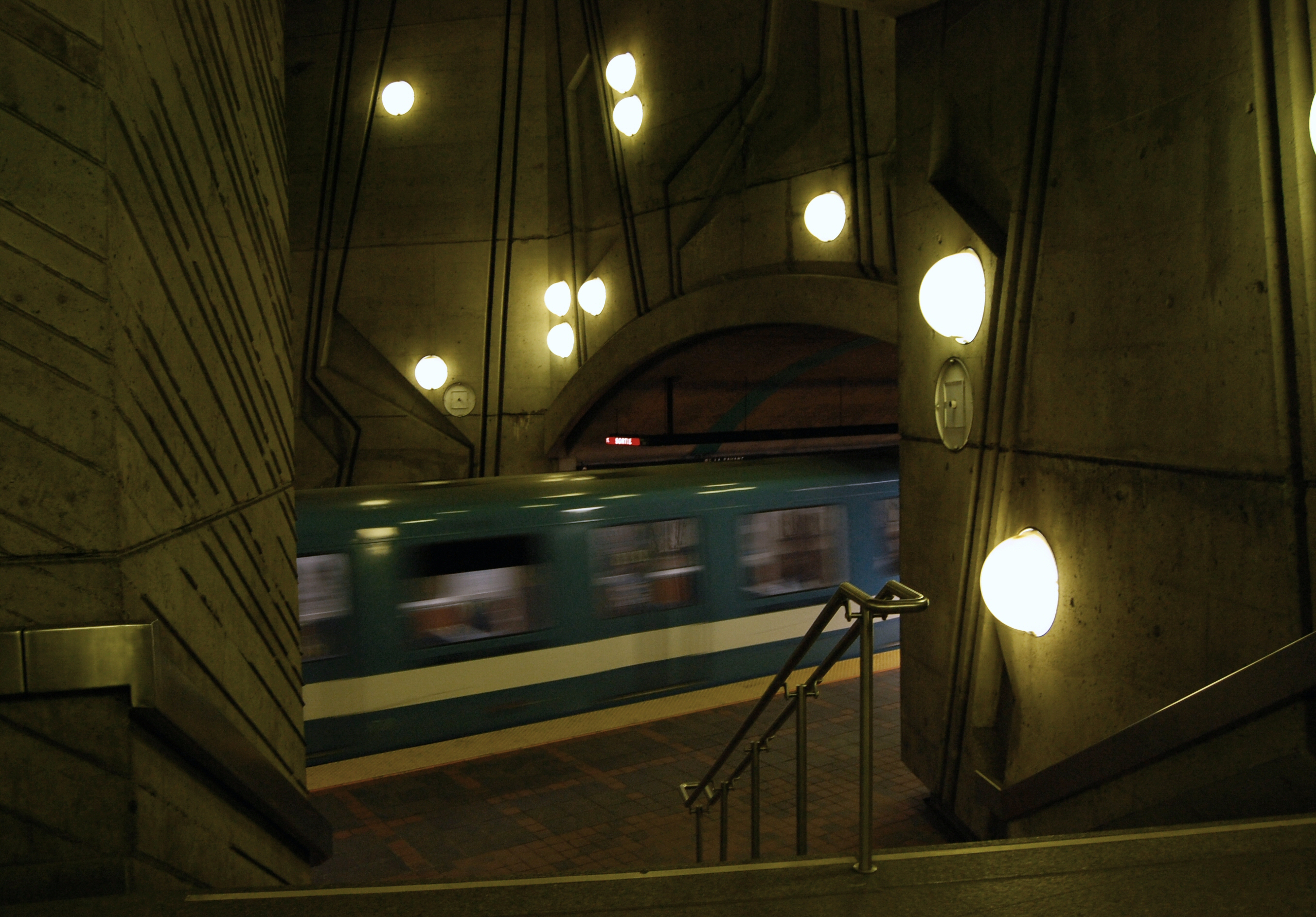
ドゥ・ラ・サヴァン駅
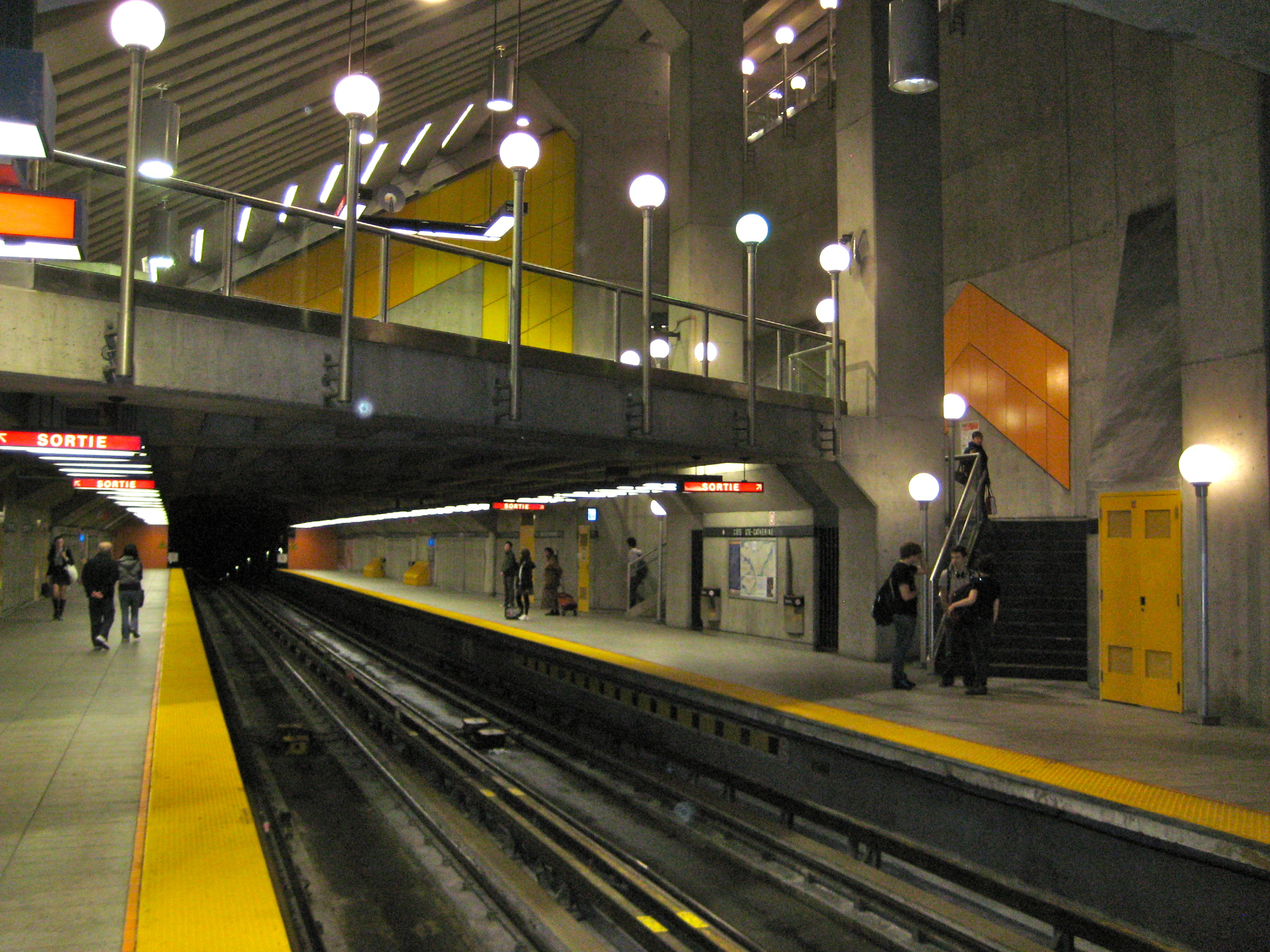
コート・サンテ・カトリーヌ駅
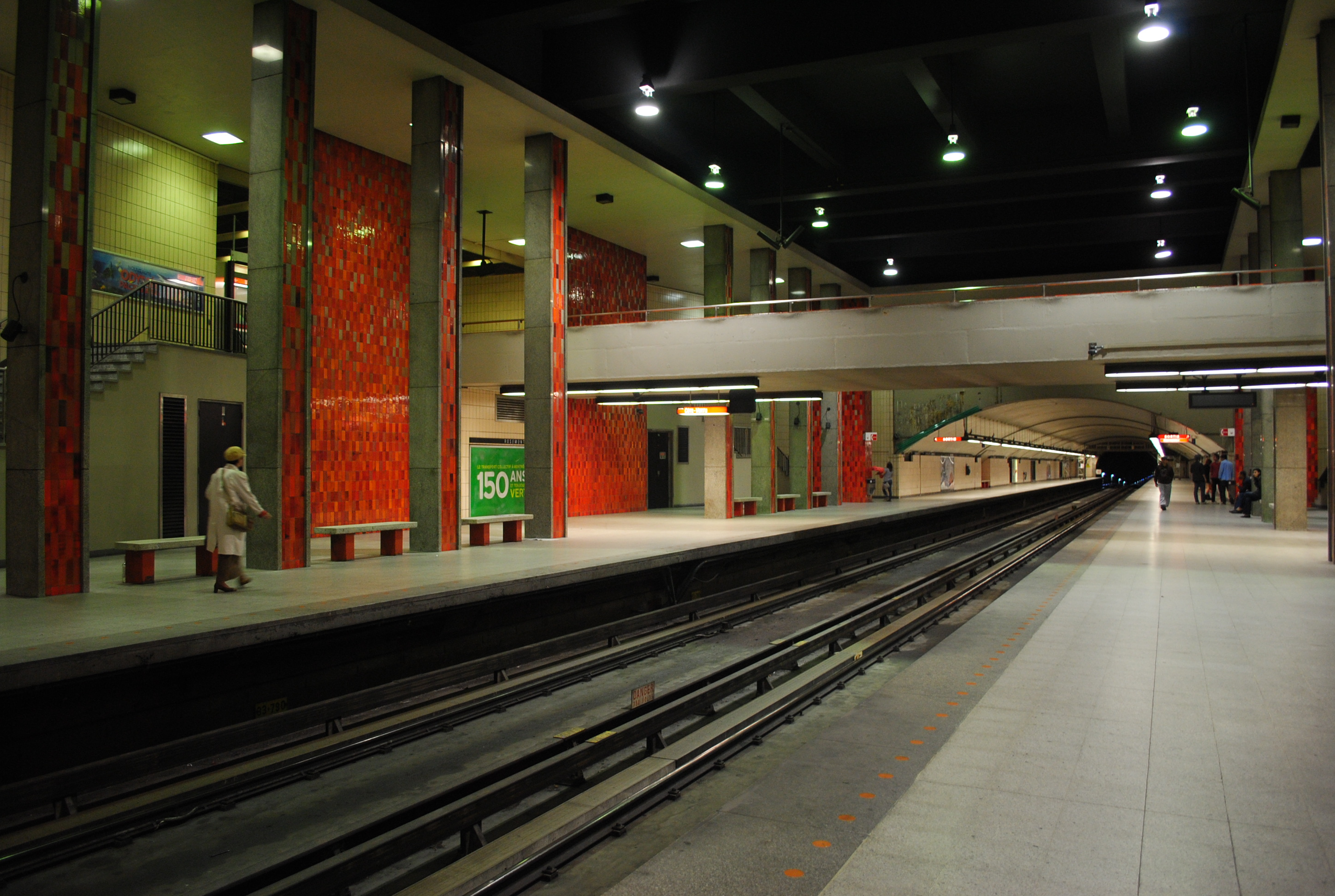
ローズモン駅
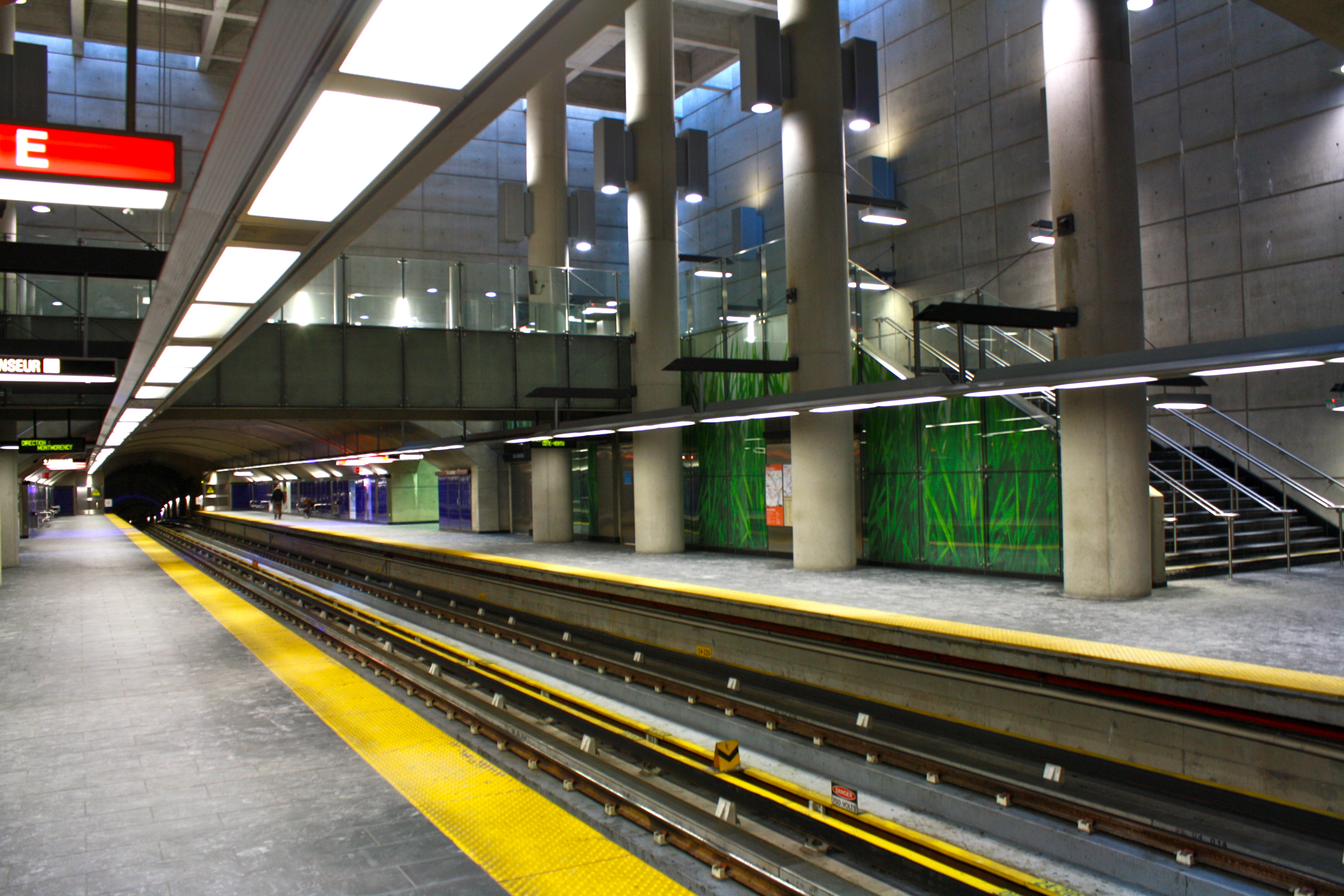
ドゥ・ラ・コンコルド駅
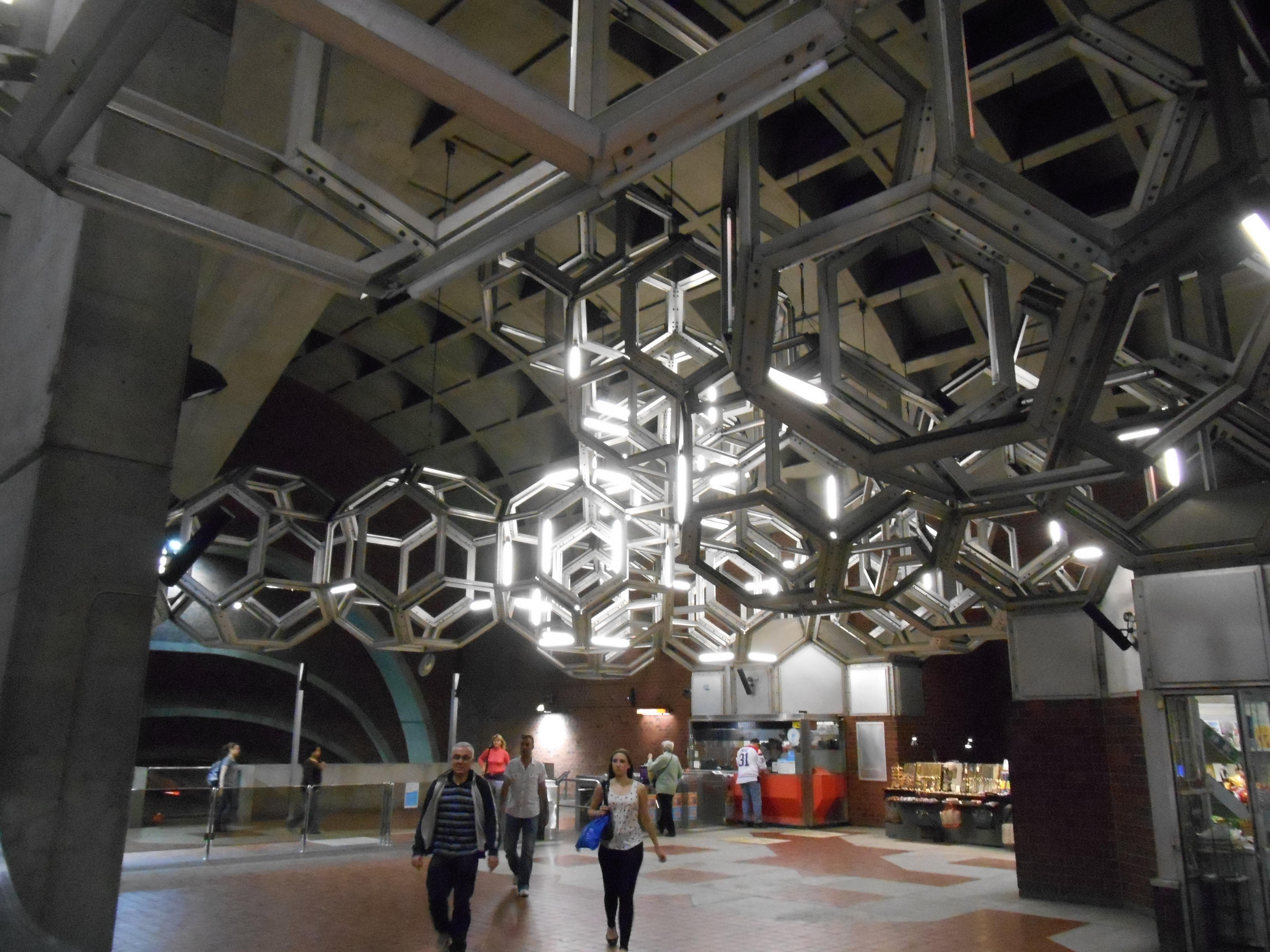
ナムール駅
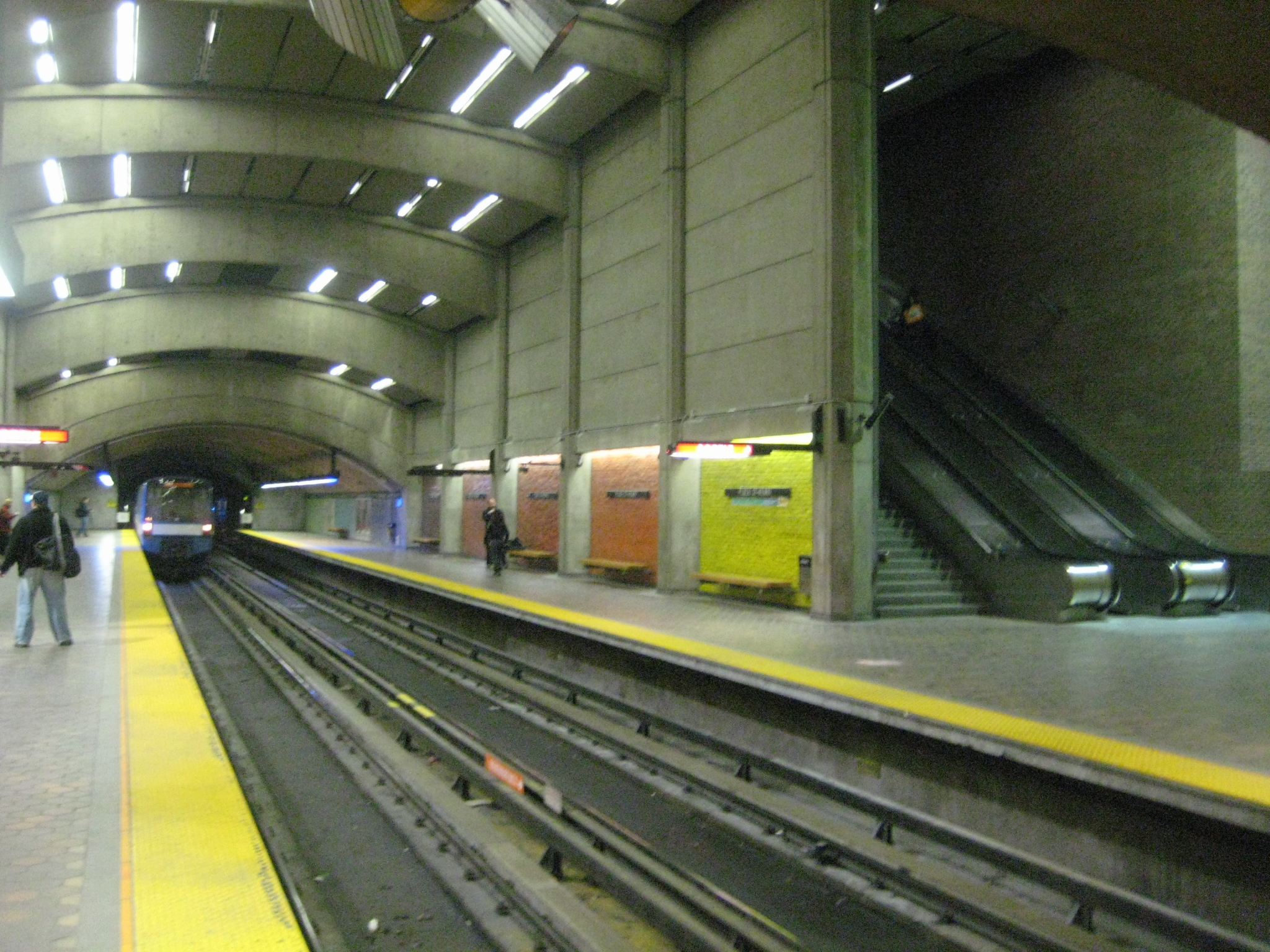
聖アンリ広場駅
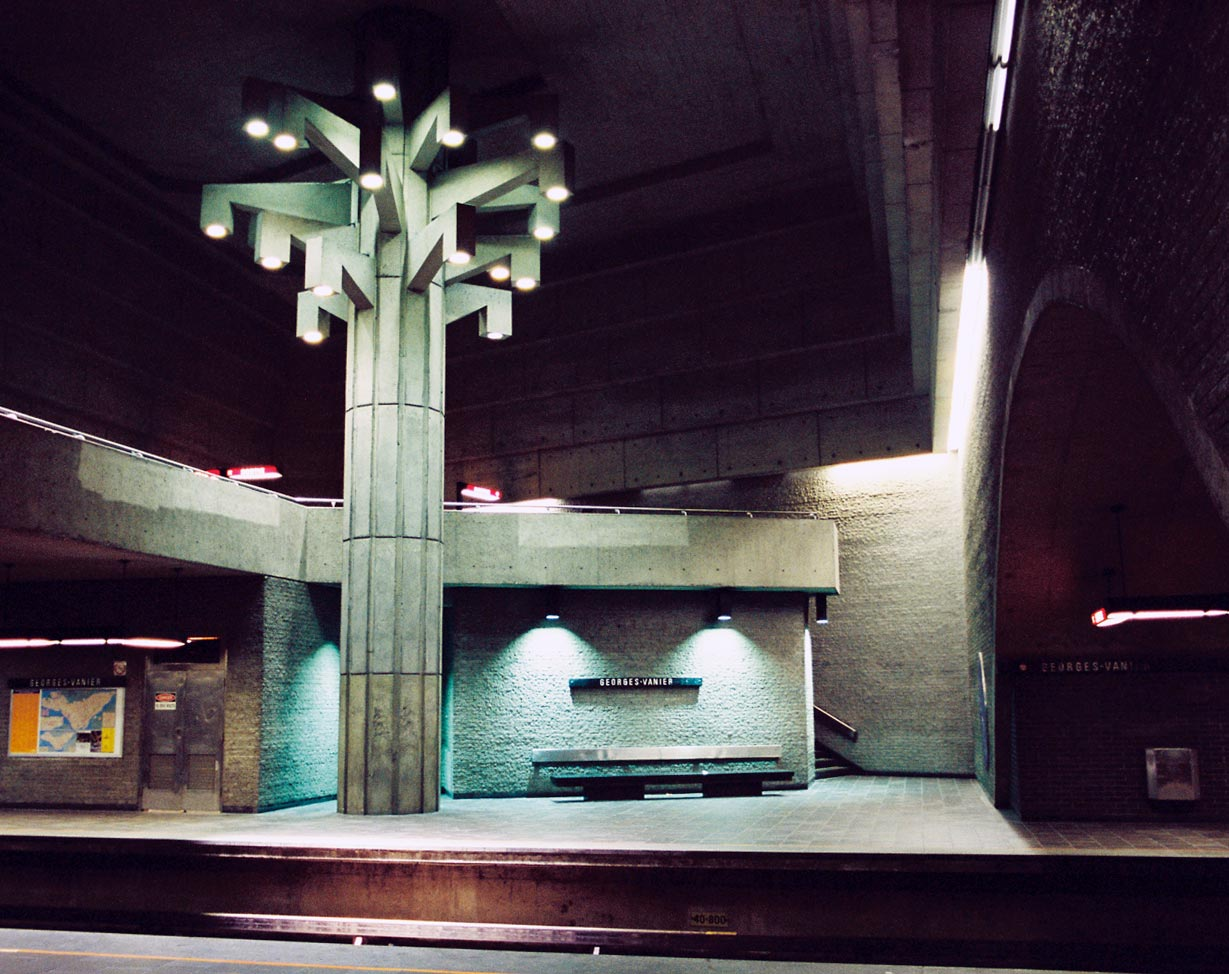
ジョルジュ・ヴァニエ駅
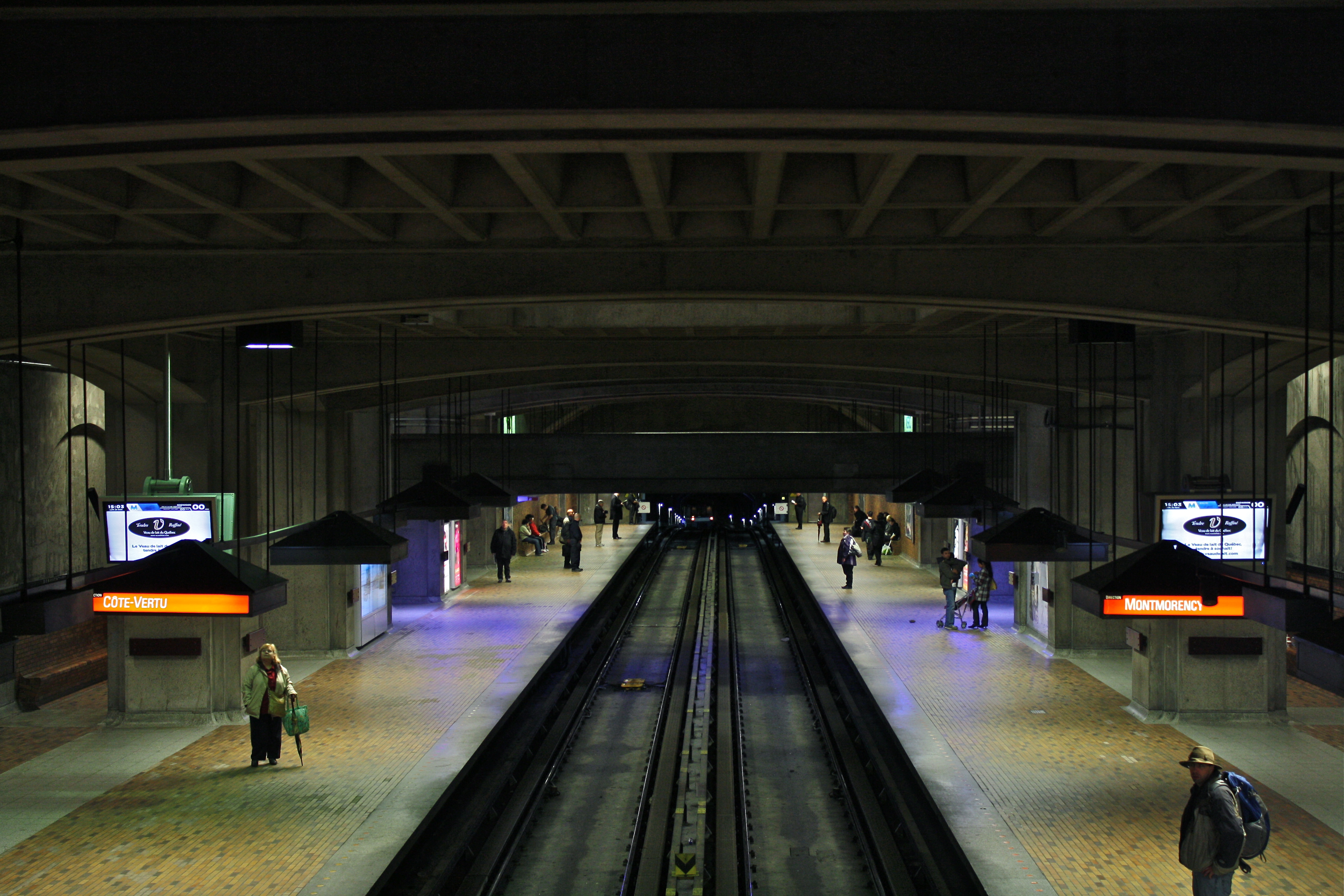
ボナヴァンチュール駅
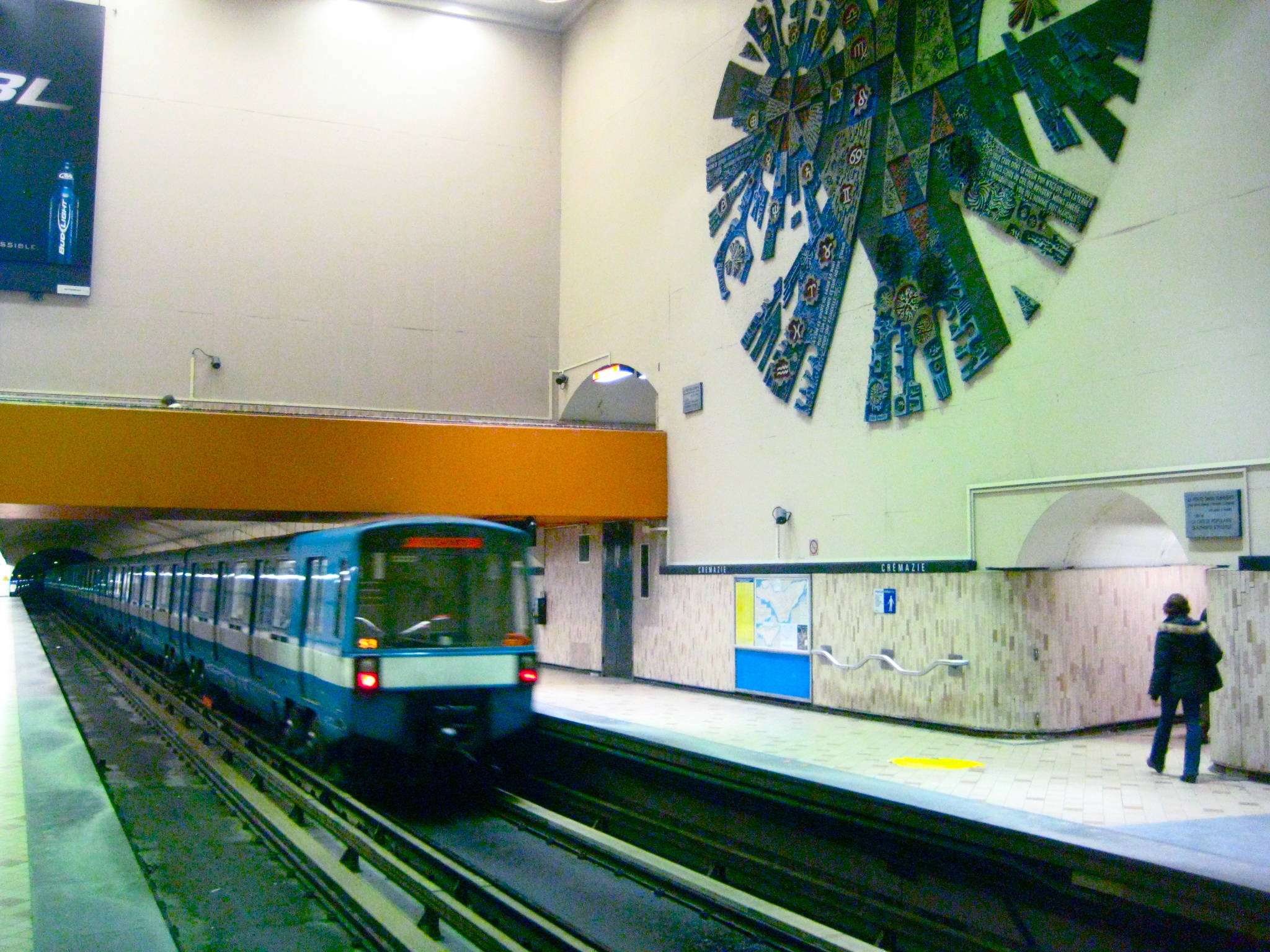
クレマジィ駅